# Jacob de Wit
Jacob de Wit (19. prosince 1695, Amsterdam - 12. listopadu 1754, Amsterdam) byl nizozemský malíř 18. století, známý svými malbami alegorií na stropech, ale i různé dekorace dveří. Byl ovlivněn především italským manýrismem 16. století, dále zejména Bartolomé Murillem a Peterem Paulem Rubensem. Pocházel z rozvětvené rodiny. Maloval především náboženské náměty.

## Galerie

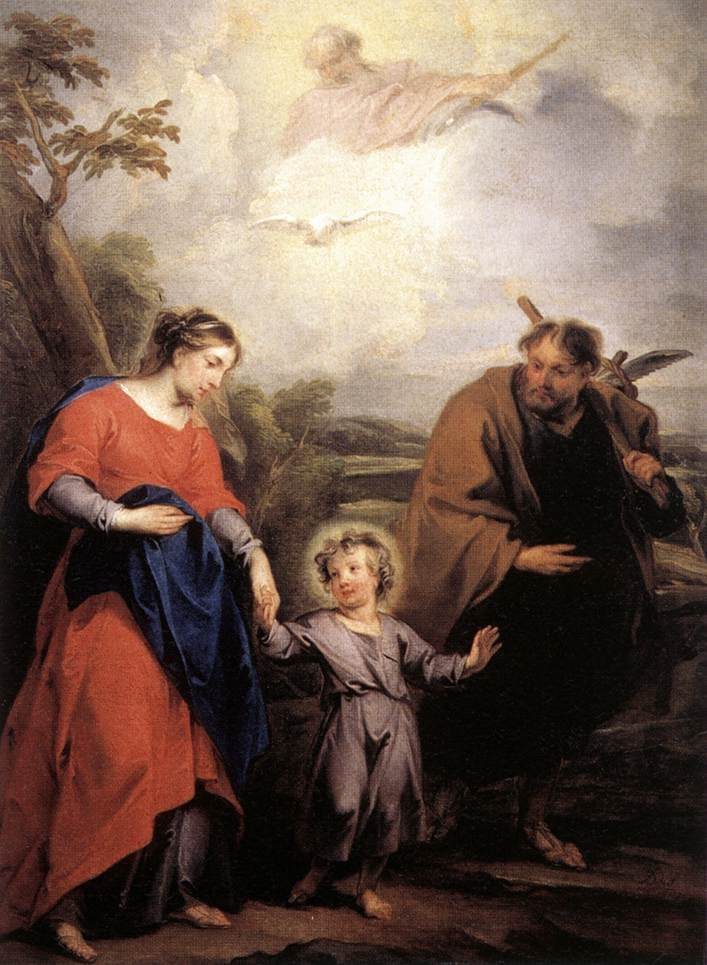
Svatá rodina (1726)
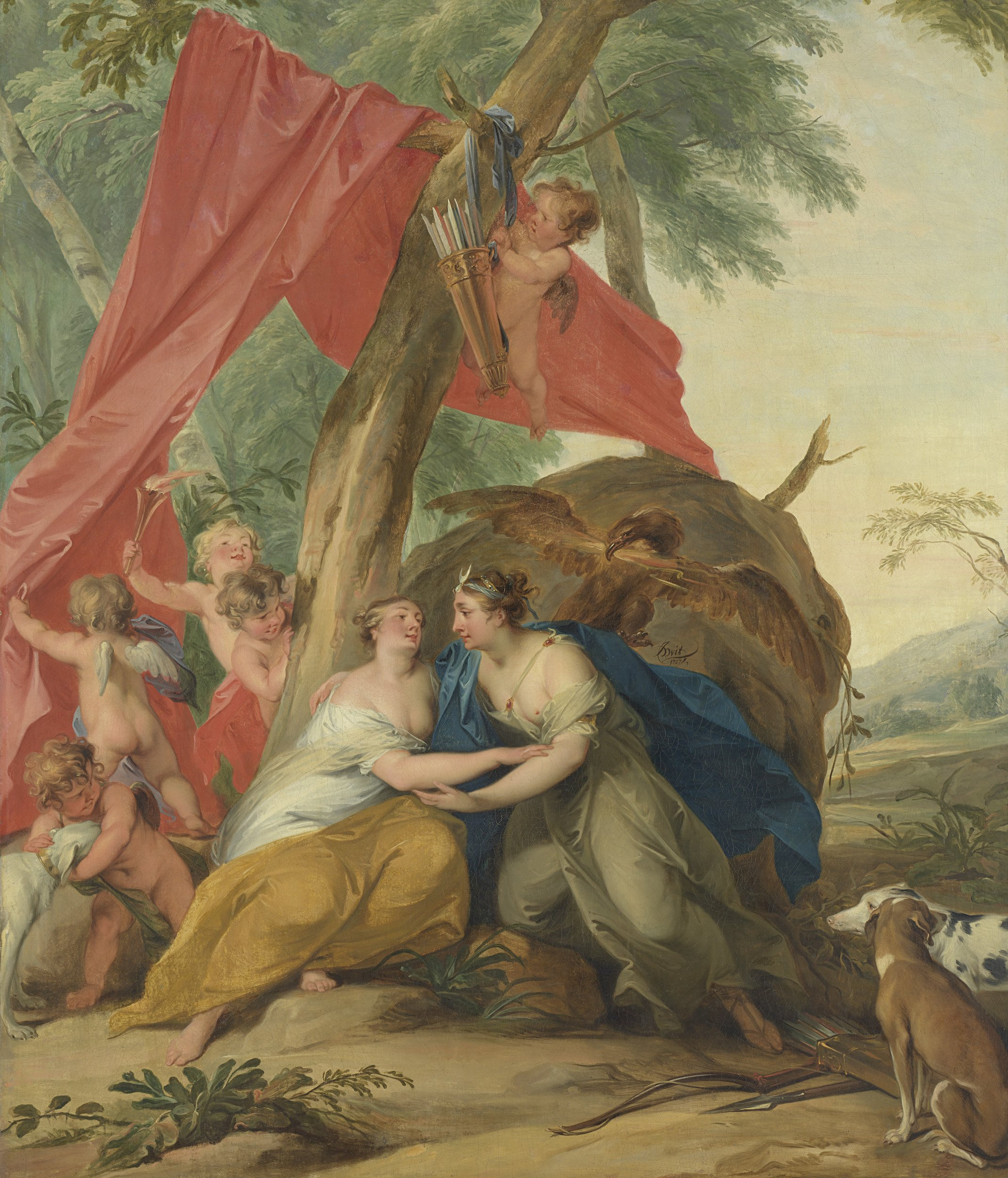